# Marcus Tönsen
Marcus Tönsen (født 30. november 1772 i Kjus, død 11. juli 1861 i Kiel) var en tysk retslærd.
Tönsen blev cand. theol. 1796, præst i Dublin, 1801 cand. jur., underretsadvokat 1802, 1804 tillige universitetssyndikus, 1805 overretsadvokat, samme år herredsfoged i Tønder, 1816—1850 ordentlig professor i Kiel, Dr. jur. 1817. Foruden nogle retshistoriske arbejder Glosse einiger Fragmente der revidierten Land-Gerichts-Ordnung (1802), Schleswig-Holsteinische Land-Gerichts-Ordnung, revidiert und bekannt gemacht im Jahre 1636. Mit einem Anhange (1821), skrev Tönsen Grundsätze eines allgemeinen positiven Privat-Rechts dargestellt aus einem positiv-rechtlichen Princip (1828) og et hæfte Beiträge zur Kritik und zur Basis eines allgemeinen positiven Privatrechts (1842). Sammen med 8 kolleger (Nicolaus Falck, Emil Herrmann, Johannes Christiansen, Carl Otto von Madai, Johann Gustav Droysen, Georg Waitz, Johann Christian Ravit og Lorenz von Stein) udgav han det bekendte lille skrift: Staats- und Erbrecht des Herzogthums Schleswig. Kritik des Commissionsbedenkens über die Successionsverhältnisse des Herzogthums Schleswig (1846), som blev imødegået af  blandt andre C.F. Wegener.